# Мазуры

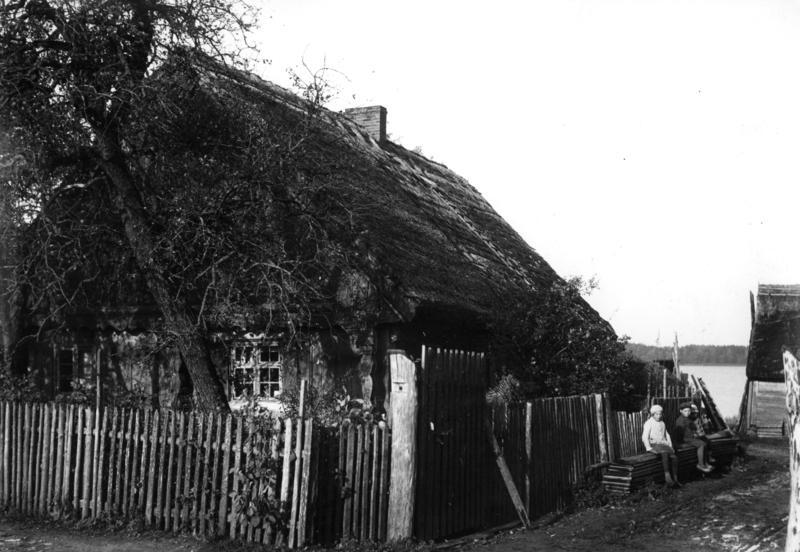
Традиционный дом мазуров, Восточная Пруссия, 1931 г.

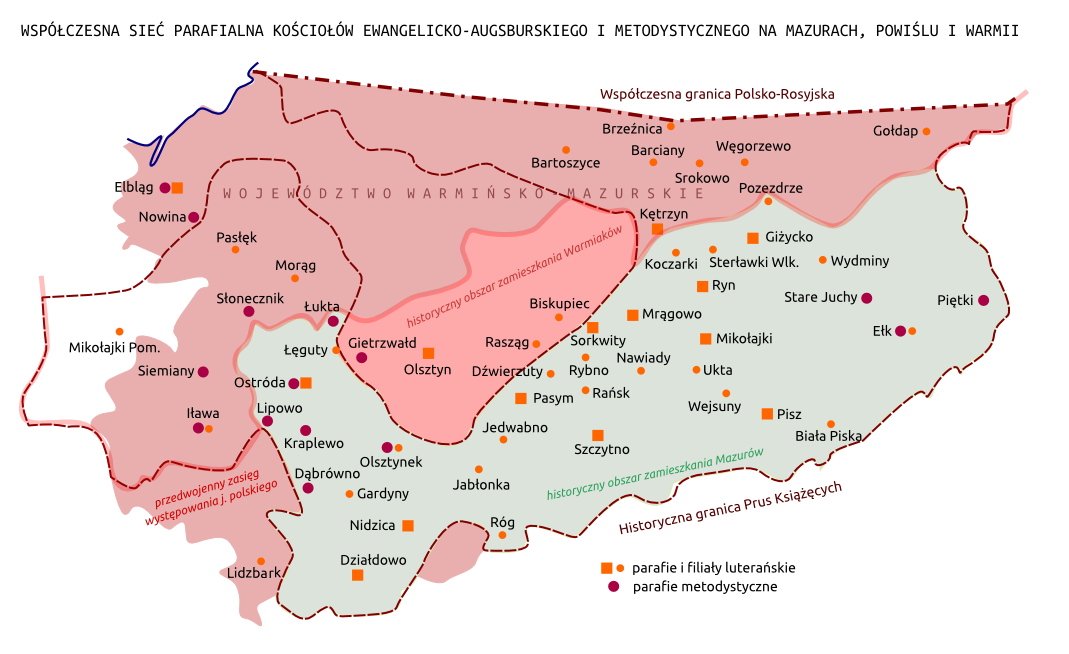
Карта размещения приходов и храмов лютеранской и методистской церквей в Мазурах, Вармии и Повислье (большая часть прихожан составляет мазурское население)

Мазу́ры (пол. Mazurzy, нем. Masuren) — жители южной части Восточной Пруссии, потомки польских поселенцев-мазовшан в этом регионе (в основном крестьян, но также и знати), который сложился в результате нескольких волн колонизации.
В отличие от вармяков, исповедавших католичество, они являются лютеранами. Мазуры зачастую не считают себя ни поляками, ни немцами, а польскими пруссами. Среди мазуров распространён мазурский говор польского языка.

## История
В средние века жителей северной части княжества Мазовия называли мазурами. Между XIV и XVII веками часть польскоязычного населения Мазовии переехала на юг территории государства крестоносцев в Пруссии (будущего Герцогства Пруссия, вошедшего в 1701 году в состав Королевства Пруссия). Ранее (до второй половины XIII века) это были земли балтийских пруссов, завоёванные германскими крестоносцами.
В 1580 году Матей Стрийковский в своём историческом труде «Хроника польская, литовская, жмудская и всея Руси» приводит этноним «мазуры» в своём перечне народов, в его время разговаривавших на славянском (в его представлении — русском) языке:

Откуда бы не получили русы и другие русские народы имя и название [своё], все они пользуются славянским языком и уже христиане: одни — греческого обряда (их большая часть), как то москва, литовские белорусичи, болгары, босняки, сербы и т. д.; иные — согласно с наукою римской Вселенской Церкви, как то: поляки, мазуры, чехи, моравцы, хорваты, далматы, поморяне, силезцы, каринтийцы, стирийцы, рагуссы и много других народов, которые употребляют славянский русский язык— Мачей Стрийковський Літопис польский, литовський, жмудський і всієї Руси. — Львів, 2011
Из-за наплыва мазуров и мазовшан в нынешнее Мазурское поозёрье регион стал называться «Мазуры». В ходе протестантской реформации мазуры, как и большинство жителей Прусского герцогства, стали протестантами-лютеранами, в то время как соседние мазовшане остались католиками.
В 1701 Мазурия стала частью Королевства Пруссии, а в 1871 году вошла в состав Германской империи.
В 1840 году фольклорист Густав Гизевиус начал собирать мазурские народные песни, которые позднее были включены в сборник Оскара Колберга «Dzieła Wszystkie».
В XIX веке и первой половине XX века мазуры отделяли себя от остального польского народа, что ярко проявилось при Варминско-Мазурском плебисците 1920 года, когда бо́льшая часть мазуров, проживавшая в Восточной Пруссии, высказалась против присоединения к Польше.
В 1945 году с наступлением советских войск на Восточную Пруссию часть мазуров бежала в Западную Германию. После окончания Второй Мировой войны многих оставшихся мазуров классифицировали как немцев и в соответствии с итогами Потсдамской конференции насильно депортировали в Германию. К 1950 году в Юго-Восточной Пруссии осталось 134702 человека из "автохтонного населения".
В настоящее время в Польше проживают около 5000 мазуров, некоторые из них как часть немецкого меньшинства.

## Факты
- Фамилия Мазур занимает 14 место в списке самых распространённых фамилий в Польше, насчитывает 66000 носителей[3].
- Польский национальный танец мазурка появился впервые у жителей Мазовии мазуров.
- Мазурка — традиционный польский торт родом из Мазовии, выпекается на Пасху.